# Бартангский язык
Бартангский язык — один из памирских языков, распространён в селениях вдоль реки Бартанг от Емца до Никбиста. Число носителей — около 5500. В России, по данным материалов Всероссийских переписей населения 2002 и 2010 годов, два носителя языка.

## Письменность
В 1992 году Додхудо Карамшоев, доктор филологических наук, памировед, лингвист, издал буклет «Алифбои фаврии забонҳои помирӣ бо намунаҳои адабӣ» (с тадж. — «Временные алфавиты памирских языков с поэтическими образцами»), в котором представил свои разработки алфавитов для бартангского языка и других бесписьменных: ваханского, ишкашимского, рушанского, хуфского, шугнанского и язгулямского языков.
В 2021 году была издана первая книга на бартангском языке — Δaw Bartangi Sug/З̌ав̌ Бартанги Суг (Два бартангских рассказа) с параллельным текстом на латинице и кириллице.

## Фонетика
Фонетическая система бартангского языка включает 9 гласных и 29 согласных фонем:
вокализм
|         | передние | средние | задние |
| ------- | -------- | ------- | ------ |
| Верхние | i, ī     |         | u, ū   |
| средние | ē        |         | ō      |
| нижние  | ö        | a, ā    |        |

консонатизм
|                  |                      |                      | губно-губные | губно-зубные | переднеязычные | среднеязычные | заднеязычные | увулярные |
| ---------------- | -------------------- | -------------------- | ------------ | ------------ | -------------- | ------------- | ------------ | --------- |
| смычные          | чистые               | чистые               | p, b         |              | t, d           | k             | g            | q         |
| смычные          | аффрикаты            | однофокусные         |              |              | c, ʒ           |               |              |           |
| смычные          | аффрикаты            | двуфокусные          |              |              | č, ǰ           |               |              |           |
| смычно-проходные | оральные латеральные | оральные латеральные |              |              | l              |               |              |           |
| смычно-проходные | назальные            | назальные            | m            |              | n              | n             |              |           |
| щелевые          | однофокусные         | круглощелевые        | w            |              | s, z           | y             | x̌, ɣ̌         |           |
| щелевые          | однофокусные         | плоскощелевые        |              | f, v         | ϑ, δ           |               |              | x, ɣ      |
| щелевые          | двуфокусные          | двуфокусные          |              |              | š, ž           |               |              |           |
| дрожащие         | дрожащие             |                      |              | r            |                |               |              |           |